# ميسيغار دي كورنيخا
بلدية ميسيغار دي كورنيخا (بالإسبانية: Mesegar de Corneja) هي بلدية تقع في مقاطعة آبلة التابعة لمنطقة قشتالة وليون وسط إسبانيا.

## الديموغرافيا
بلغ عدد سكان بلدية ميسيغار دي كورنيخا 80 نسمة عام 2011 (وفقاً للمعهد الوطني للإحصاء الإسباني).
| 130 | 122 | 113 | 97 | 91 | 82 | 80 |